# Waterparks (zespół muzyczny)
Waterparks – amerykański zespół muzyczny, założony w 2011 roku w Houston. W skład zespołu wchodzą Awsten Knight, Geoff Wigington i Otto Wood. Zespół wydał trzy EP-ki, z których dwie zostały wydane niezależnie, a trzecia została wydana przez wytwórnie Equal Vision. Zespół wydał swój debiutancki album studyjny Double Dare 4 listopada 2016 roku nakładem Equal Vision, a później drugi album studyjny Entertainment 26 stycznia 2018 roku. 23 maja 2019 roku zespół ogłosił, że opuścił Equal Vision i podpisał kontrakt z Hopeless Records. Ich trzeci studyjny album, zatytułowany Fandom, ukazał się 11 października 2019 roku. Zespół podpisał po tym kontrakt z 300 Entertainment, a ich czwarty studyjny album, Greatest Hits, ukazał się 21 maja 2021 roku. W 2022 roku zespół podpisał kontrakt z Fueled by Ramen, i nagrywają piąty album studyjny.